# 安娜维尔昂赛尔
安娜维尔昂赛尔（法語：Anneville-en-Saire，法語發音：[anvil ɑ̃ sɛʁ]）是法国芒什省的一个市镇，属于瑟堡区。

## 地理
安娜维尔昂赛尔（49°38'10"N, 1°17'11"W）面积6 平方千米，位于法国诺曼底大区芒什省，该省份为法国西北部沿海省份，西、北、东北三面环大西洋，东起顺时针与卡爾瓦多斯省、奧恩省、马耶讷省和伊勒-维莱讷省接壤。
与安娜维尔昂赛尔接壤的市镇（或旧市镇、城区）包括：瓦尔康维尔、蒙法维尔、拉佩尔内勒、雷维尔、勒维塞勒。

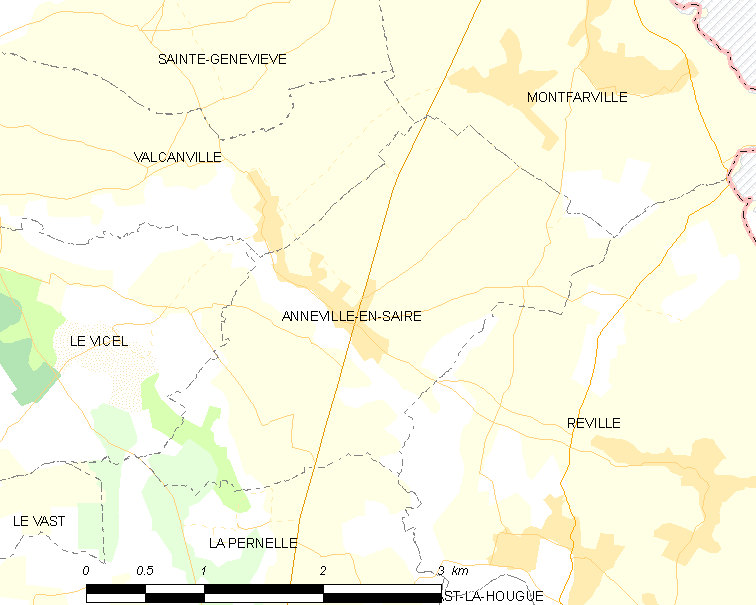
安娜维尔昂赛尔的OSM定位图

安娜维尔昂赛尔的时区为UTC+01:00、UTC+02:00（夏令时）。

## 行政
安娜维尔昂赛尔的邮政编码为50760，INSEE市镇编码为50013。

## 政治
安娜维尔昂赛尔所属的省级选区为赛尔河谷县。

## 人口

1962-2008年间安娜维尔昂赛尔人口变化图示

安娜维尔昂赛尔于2022年1月1日时的人口数量为376人。